# Steinborn
Steinborn là một đô thị ở huyện Bitburg-Prüm, trong bang Rheinland-Pfalz, phía tây nước Đức. Đô thị Steinborn có diện tích 11,29 km², dân số thời điểm ngày 31 tháng 12 năm 2006 là 227 người.